# جنگ تن‌به‌تن

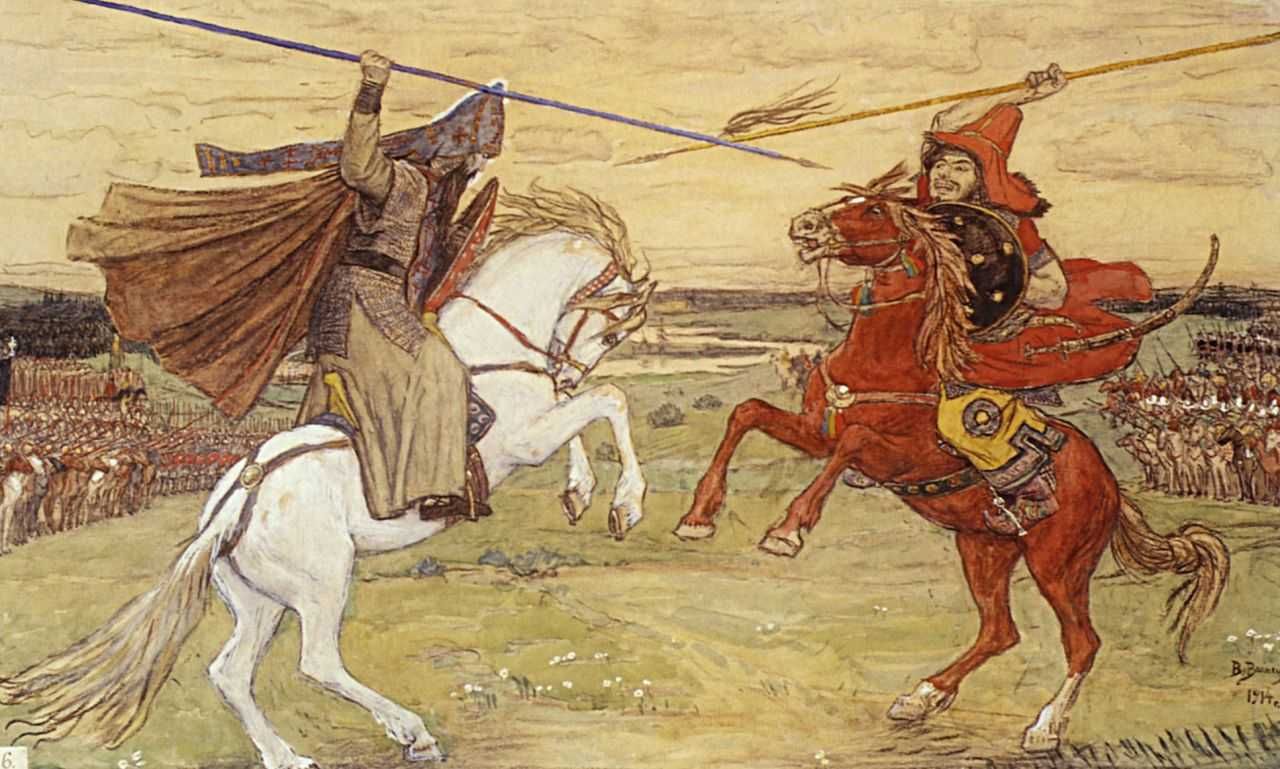

جنگ تن به تن دوئلی است که بین دو رزمنده منفرد در چارچوب یک نبرد بین دو ارتش درمی‌گیرد. . اغلب نبرد قهرمانان جنگ، با دو قهرمان از طرف‌های مربوطه در نظر گرفته می‌شود. نمونه‌هایی از مبارزه تن به تن در در آثار باستان‌شناسی شناخته شده اروپای دوران قدیم و قرون وسطی دیده می‌شود.